# Ghanské námořnictvo
Ghanské námořnictvo je námořní složkou ozbrojených sil Ghany. Jedná se o malé námořnictvo, které mělo k roku 2011 okolo 2000 mužů. Hlavním úkolem námořnictva je hlídkování, obrana rybolovných pásem a ložisek nerostů. Námořnictvo má dvě operační velitelství – východní je ve městě Tema a západní v Sekondi. Ghanské lodě mají před názvem zkratku GNS.

## Vývoj

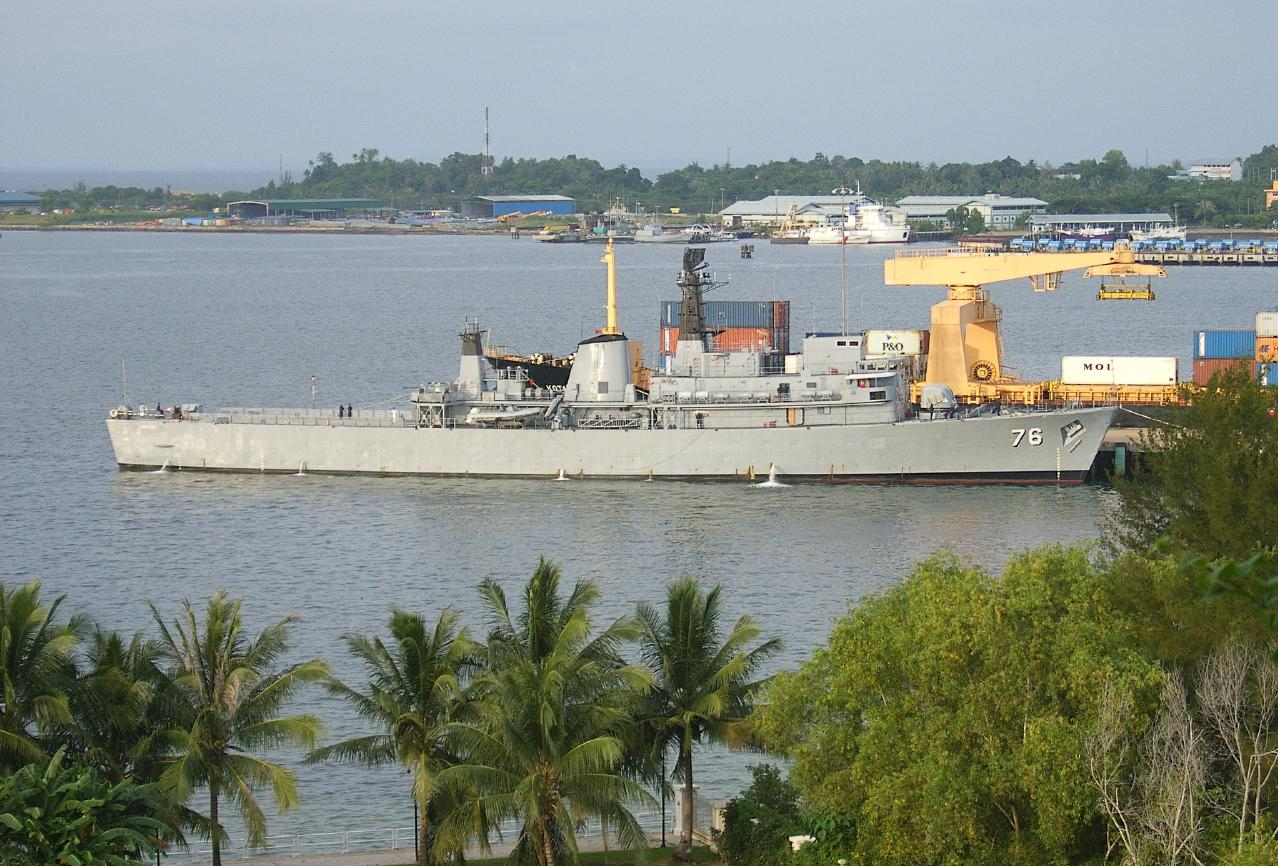
Ve Velké Británii postavenou fregatu/prezidentskou jachtu Black Star nakonec ghanské námořnictvo odmítlo převzít kvůli její vysoké ceně

Nezávislost na Velké Británii Ghana získala roku 1957. Své námořnictvo začala budovat od počátku 60. let. V roce 1959 země získala dvě minolovky třídy Ham. V roce 1962 námořnictvo posílily dvě hlídkové lodě britského typu Ford. Britové navíc Ghaně roku 1964 půjčily jednu minolovku třídy Ton (odkoupena 1974). Velkou posilu námořnictva představovaly dvě korvety britského typu Vosper Mk1 (třetí provozovala Libye) dokončené v polovině 60. let. Až do svého vyřazení v 80. letech představovaly největší ghanské válečné lodě. Zamýšlený nákup dalších korvet a fregat však zhatila ekonomická krize. Již postavenou fregatu Black Star, která měla být zároveň i prezidentskou jachtou, nakonec převzalo britské královské námořnictvo. Loď skončila v Malajsii jako fregata Hang Tvah.
Další velká plavidla byla získána ze Západního Německa. V letech 1978–1979 byly dodány dva hlídkové čluny třídy Dzata postavené loděnicí Lürssen na základě typu FPB 45. V letech 1980–1981 je doplnily ještě dva čluny třídy Achimota postavené dle modelu Lürssen PB 57. Jednalo se o plavidla kvalitní konstrukce, která nadlouho ukončila jakékoliv akvizice. Další „nové“ posily tak ghanské námořnictvo získalo až roku 2005, kdy mu americká Pobřežní stráž věnovala dva bývalé pokladače bójí typu Balsam ze 40. let. Obě lodě nyní slouží k hlídkování.
V roce 2012 Ghana oznámila plán na výrazné posílení svých námořních sil, které mělo lépe zabezpečit ochranu jeho výhradní námořní ekonomické zóny a především nově objevených zdrojů ropy. Důležité je rovněž navýšení kapacit určených k boji proti pirátství. Plán zahrnoval získání 10 hlídkových lodí v průběhu tří následujících let. Do roku 2012 bylo do služby zařazeno sedm z nich. V lednu 2011 námořnictvo posílila v Korejské republice zakoupená hlídková loď Stephen Otu (P33) patřící ke třídě Chamsuri. V únoru 2012 byly do služby zařazeny čtyři nové hlídkové lodě postavené v Číně. Dne 31. července 2012 byly do služby zařazeny dva původně hlídkové čluny, představují upravenou německou třídu Albatros (typ 143). Čluny bývají označovány jako třída Warrior.
Dne 23. prosince 2024 ghanský prezident Nana Akufo-Addo uvedl do služby hlídkovou loď Achimota (P46), původně plavidlo japonské agentury pro ochranu rybolovu Aracu dokončené roku 1999. Ve stejný den rovněž zahájila provoz nová námořní základna Ezinlibo, nacházející se v blízkosti hranice s Pobřežím slonoviny. Její výstavba trvala pět let.

## Složení

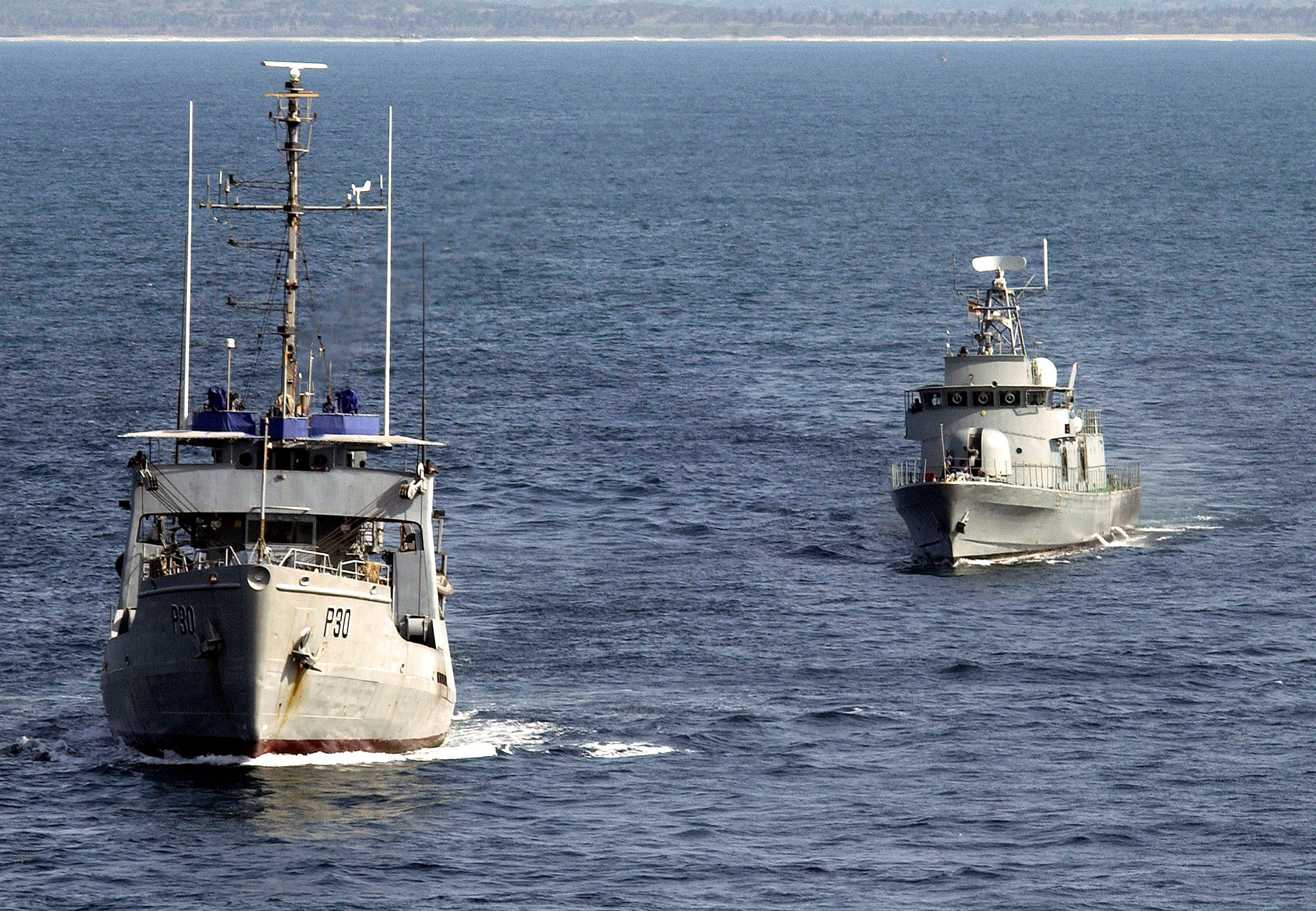
Hlídkové lodě Anzone a Achimota

### Hlídkové čluny
- Achimota (P46)

- Třída Albatros (typ 143)

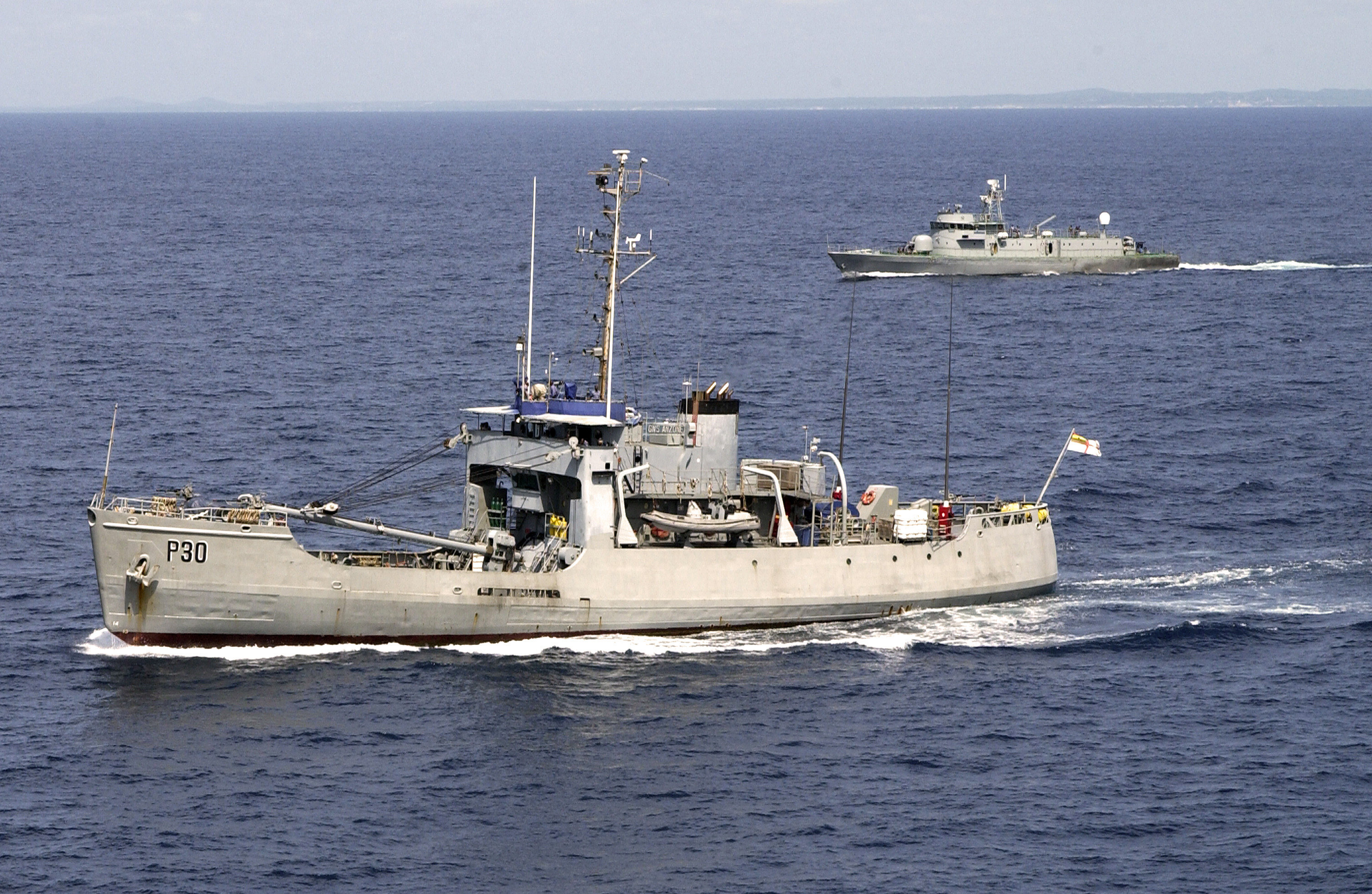
Hlídkové lodě Anzone a Achimota

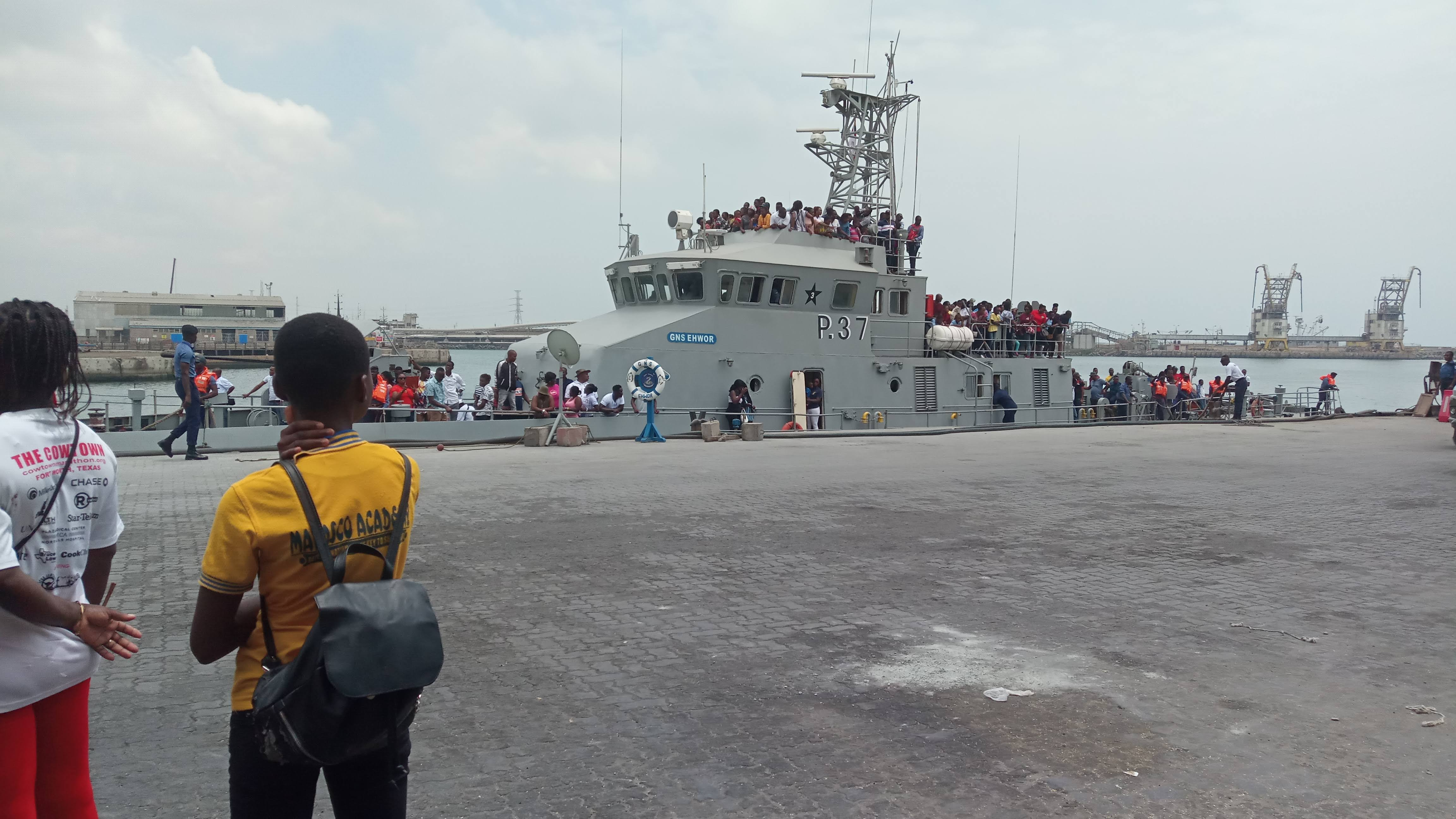
Hlídkové lodi Ehwor

  - Yaa Asantewaa (P38) – ex Bussard 
  - Naa Gbewaa (P39) – ex Albatros

- Třída Dzata (Lürssen FPB 45)[9]
  - Dzata (P26)
  - Sebo (P27)

- Třída Balsam[2]
  - Anzone (P30) – ex USCGC Woodrush (WLB-407)
  - Bonsu (P31) – ex USCGC Sweetbrier (WLB-401)

- Třída Chamsuri[6]
  - Stephen Otu (P33)

- Třída Snake
  - Blika (P34)
  - Garinga (P35)
  - Chemle (P36)
  - Ehwor (P37)

- Třída Marine Protector
  - Half Assini (P44)
  - Aflao (P45)

- Třída River – víceúčelová hlídková loď (typ Flex-fighter)[10]
  - Volta (P40)
  - Densu (P41)
  - Pra (P42)
  - Ankobra (P43)

## Námořní letectvo
Námořní letectvo vlastní dva průzkumné letouny Fokker F-27. K hlídkování slouží i čtyři armádní letadla Britten-Norman Defender a Short SC.7 Skyvan.